# Fantômette et le Masque d'argent
Fantômette et le Masque d'argent est le 23e roman de la série humoristique Fantômette créée par Georges Chaulet.
Le roman, publié en 1973 dans la Bibliothèque rose des éditions Hachette, comporte 185 pages. 
Il évoque les efforts de Fantômette pour comprendre comment un fraudeur s'y est pris pour s'emparer des secrets commerciaux d'un grand couturier et d'une spécialiste de l'émail et de la porcelaine.

## Notoriété
De 1961 à 2000, les ventes cumulées des titres de Fantômette s'élèvent à 17 millions d'exemplaires, traductions comprises.
Le roman Fantômette et le Masque d'argent a donc pu être vendu à environ 200 000 exemplaires.
Comme les autres romans, il a été traduit en italien, espagnol, portugais, en flamand, en danois, en finnois, en turc, en chinois et en japonais.

## Personnages principaux
- Françoise Dupont / Fantômette : héroïne du roman
- Ficelle : amie de Françoise et de Boulotte
- Boulotte : amie de Françoise et de Ficelle
- Œil de Lynx : journaliste et ami de Fantômette
- Christophe Pimpan : grand couturier
- Mme de Perdrix : spécialiste de l'émail et de la porcelaine
- Brigantini : concurrent de Christophe Pimpan
- René Nuphar[3] : étudiant en astronomie
- Rémi Croscop[4] : délinquant
- Le Masque d'argent : délinquant
- Commissaire Gronez : policier
- M. Caribou : directeur de l’observatoire
- M. Filin : oncle de Ficelle

## Résumé
Remarque : le résumé est basé sur l'édition cartonnée non abrégée parue en 1973 en langue française.
- Mise en place de l'intrigue (chapitres 1 à 5)

Le grand couturier Christophe Pimpan découvre avec horreur que la plupart des modèles de sa nouvelle collection ont été copiés par un autre couturier, Brigantini. Ne voulant pas ébruiter l'affaire mais souhaitant tout de même découvrir qui, parmi ses employés, serait l'éventuel « traître », il contacte Fantômette par l'intermédiaire du journaliste Œil de Lynx. 
La jeune fille ne tarde pas à découvrir le modus operandi de l'espionnage. Ce n'est pas l'un des salariés de la maison de couture qui a fait le coup. En fait, Pimpan a l'habitude de retoucher les croquis de ses créations au dernier étage de l'immeuble. Or à quelques centaines de mètres de là se trouve l'observatoire de Paris qui dispose d'un télescope permettant de voir, et donc photographier, les croquis disposés dans la pièce. Avec Œil de Lynx, Fantômette se rend à l’observatoire, où ils rencontrent M. Caribou, son directeur. Une enquête rapide permet de découvrir que c'est un étudiant, René Nuphar, qui a pu prendre les photos. Le jeune homme est retrouvé mais ce n'est pas lui le bandit. Ce dernier serait un dénommé Rémi Croscop. L'enquête sur celui-ci étant impossible, Fantômette décide d'aller interroger M. Brigantini, qui a bénéficié du vol des secrets commerciaux de Christophe Pimpan. Mais l'entretien s'avère décevant.
- Aventures et enquête (chapitres 6 à 14)

Fantômette et Œil de Lynx tendent un piège à M. Brigantini mais ce dernier l'évente, retournant le piège contre les deux jeunes gens.
Mais une nouvelle affaire de vol de secrets commerciaux est confiée à l'aventurière. Mme de Perdrix, spécialiste de l'émail et de la porcelaine, se plaint du vol de modèles picturaux. Mais contrairement à l’affaire de Christophe Pimpan, la pièce dans laquelle étaient protégés les secrets ne comporte aucune fenêtre, et la petite société est une entreprise familiale où la confiance règne. Comment les secrets commerciaux ont-ils pu être volés ? Fantômette n'en a aucune idée.
Quelques jours après, Fantômette apprend que Rémi Croscop, qu'elle soupçonnait d'avoir utilisé la lunette astronomique pour prendre des clichés de la collection Pimpan, a été blessé lors d'un accident de la route. Elle se rend à l'hôpital. Elle y retrouve Œil de Lynx qui a retrouvé sur les lieux de l’accident une petite bobine de photos. Il les a développés : les cliché montrent les plans d'une fusée développée par l’armée française dans l'usine Matelas. Cela devient sérieux : il s'agit maintenant d'espionnage militaire et non plus artistique. Peu après, Rémi Croscop fausse la compagnie de Fantômette et récupère les clichés. Intervient alors le commissaire Gronez dont l'incompétence le dispute au ridicule.
Aucune piste ne s'offrant à elle, Fantômette prend des vacances. En lisant un magazine scientifique, elle apprend qu'un inventeur a découvert un rayon permettant de percer le béton pour connaître ce qu'il y a au delà. Cet appareil, le « Cosmotron », permet de « voir à travers les murs ». Fantômette se demande si Rémi Croscop n'aurait pas volé le « Cosmotron » à son inventeur pour s'en servir dans l'affaire de Mme de Perdrix.
Ficelle et Boulotte, dont l’auteur avait présenté jusque là les activités quotidiennes (course de tortues, élevage d'asticots, cuisine, etc.), se rendent en Savoie chez M. Filin, un oncle de Ficelle. Elles y rencontrent Françoise et Œil de Lynx (dont elles font la connaissance), venus en Savoie pour y rencontrer l'inventeur supposé du « Cosmotron » : il s'agirait du baron ou du comte de Maléfic, propriétaire d'une propriété (le château de Maléfic) strictement gardée. Ils voient Rémi Croscop se diriger vers la propriété de Maléfic, ce qui renforce leur idée. En catimini, Fantômette pénètre dans le château.
- Fantômette contre le Masque d'argent (chapitres 15 à 17)

Fantômette est faite prisonnière par les gardes du château de Maléfic. On l'emmène devant le maître des lieux, « le Masque d'argent », qui l'interroge pour savoir ce qu'elle sait. Naïvement Fantômette relate l'intégralité de son enquête et évoque le « Cosmotron » volé par Rémi Croscop. L'homme est impressionné par l'état de ses connaissances et décide de se débarrasser d'elle : son cadavre sera enterré dans le jardin. Enfermée dans une pièce du château, Fantômette est secourue par Œil de Lynx qui la délivre. Quand il découvre l'évasion de sa prisonnière, le Masque d'argent décide d'évacuer les lieux en urgence. Il ignore que Fantômette, libérée, n'a pas quitté la propriété et qu'elle écoute ce qu’il dit. Le Masque d'argent indique à ses hommes ses projets : déterrer un coffre situé dans de la glace avant de partir en Suisse à bord d'un yacht basé sur le lac Léman.
Alerté par Œil de Lynx, le commissaire Gronez arrive sur les lieux avec ses hommes. Grâce à Fantômette, les fuyards sont retrouvés sur un glacier en train de creuser la glace.
- Dénouement et révélations finales (chapitre 18 et épilogue)

La traque des trois bandits/espions s'avère fructueuse : ils sont faits prisonniers par la police sur le glacier. On apprend que les activités du comte de Maléfic / Masque d'argent avaient pour but de récupérer un trésor ayant appartenu à son ancêtre qui, durant la Révolution française, avait caché des objets précieux dans une sorte de tonneau qu’il avait enfoui dans le glacier. L'homme porte un masque en argent pour cacher de terribles blessures occasionnées lors de l'élaboration de son « Cosmotron ».
De manière inattendue, le Masque d'argent pousse les policiers dans une crevasse et prend la fuite avec ses hommes, tandis que Fantômette vient à la rescousse des policiers. Les bandits quittent la Savoie et vont en direction du lac Léman pour se rendre en Suisse. Mais on apprend qu'en raison de conditions météorologiques défavorables, le yacht (Le Démoniaque) du Masque d'argent a coulé. 
Le court épilogue du roman revient sur les aventures passées et sur une chamaillerie entre Boulotte et Ficelle, laquelle a entrepris une collection de « morceaux de glace provenant des plus grands glaciers du monde ». Ficelle écrit d'ailleurs à sa correspondante au Canada pour lui demander de lui envoyer un morceau de glacier canadien par la poste.

## Autour du roman
- C'est la première fois que le journaliste Œil de Lynx rencontre Ficelle et Boulotte.
- L'autre ennemi de Fantômette, le Furet, avait créé une machine appelée « Tempotron » (Fantômette chez le Roi - 1970).
- Dans l'ouvrage, il est fait référence aux aventures que Fantômette avait vécues dans Fantômette et la Dent du Diable (1967).
- Fantômette avait déjà rencontré le grand couturier Christophe Pimpan dans le roman Fantômette à la Mer de sable (1971).
- Le personnage « le Masque d'argent », qui donne son nom au titre, est présenté tardivement : il n'apparaît qu'au chapitre XV, c'est-à-dire dans le dernier tiers du récit.
- Fantômette retrouvera le Masque d'argent dans Fantômette et la Grosse Bête (1974), Fantômette brise la glace (1976), dans Fantômette dans l'espace (1977), dans Fantômette s'envole (1985), et dans Fantômette et les 40 Milliards.

## Appréciation critique
Pierre Bannier, dans son essai Les microsociétés de la littérature pour la jeunesse - L'exemple de Fantômette, indique en page 145 :
« L'un des romans les plus importants dans l'évolution de la saga fantômettique avec l’apparition du Masque d'argent, l'un des "méchants" les plus emblématiques de l'univers de Fantômette. »